# Jean Pellissier
Jean Pellissier (pron. fr. AFI: [ʒɑ̃ pelisje]) (Aosta, 30 luglio 1972 – Saint-Vincent, 27 ottobre 2023) è stato uno scialpinista e fondista di corsa in montagna italiano.

## Biografia

### Carriera
Nato ad Aosta, Jean Pellissier intraprese ufficialmente l'attività agonistica nel 1997.
Dopo avere terminato la sua carriera, aprì un negozio di articoli di montagna a Martigny.

## Palmarès

### Sci alpinismo
- 2003
  - 1º, Skymarathon Sellaronda (Trento)
- 2004
  - 2º, Mondiali in Val d'Aran - gara a squadre
  - 1º, Patrouille des Glaciers
  - 1º, Tour du Grand Paradis (Valle d'Aosta)
- 2005
  - 3º, Pierra Menta
- 2006
  - 6º, Mondiali di Cuneo a squadre
- 2007
  - 3º, Campionati Europei (Morzine)
  - 3º, Tour du Rutor
- 2010
  - 4º, Cronoscalata della Banchetta (Sestriere)
- 2011
  - 11º, Campionato italiano di Nevegal (Belluno)
  - 1º, Trofeo Rëma d'an a Rhêmes-Notre-Dame
  - 3º, Vertical race notturna di Palit (Valchiusella)

#### Trofeo Mezzalama
- 1997: 12º Classificato
- 1999:  6º
- 2001:  2º
- 2003:  2º
- 2005: 3º, insieme a Manfred Reichegger e Dennis Brunod
- 2007:  1º
- 2009: 2º

### Skyrunning / corsa in montagna
- 1998
  - 3º, Campionati del mondo assoluti (Breuil-Cervinia)
- 1999
  - 3º, Circuito mondiale Skymarathon Aspen (Colorado)
  - 4º, Skymarathon - Monte Kinabalu (Malaysia)
- 2000
  - 1º, Combinata Sky Games (Cervinia)
  - 1º, Skymarathon - Monte Kinabalu (Malaysia)
- 2001
  - 3º, Skymarathon - Monte Kinabalu (Malaysia)
- 2003
  - 1º, gara internazionale di corsa in montagna a Fully-Sorniot
  - 3º, Skymarathon - Monte Kinabalu (Malaysia)
- 2005
  - 1º, Skyrace Ville d'Aoste
- 2010
  - 1º, 5ª edizione dell'Etna Sky Marathon
- 2011
  - 1º, Corsa ai piani di Tavagnasco
  - 1º, Collon Trek
  - 1º, km verticale di Ceresole Reale
- 2014
  - 1º, km verticale di Ceresole Reale[4]